# El Zorro (guerrillero)
Frey David Martínez Salcedo, conocido como El Zorro (1960-octubre de 2007), fue un guerrillero colombiano, miembro de las Fuerzas Armadas Revolucionarias de Colombia - Ejército del Pueblo (FARC-EP). Sin embargo otros guerrilleros también fueron conocidos con ese alias en otras regiones del país: Óscar Iván Gugú Viscunda 'el Zorro' del Frente 6 de las FARC-EP y Nelson Antonio Patiño Cuartas 'El Zorro' del Frente 47 de las FARC-EP.

## Biografía
Participó en varias emboscadas contra policías entre 1997 y 2003 como los ataques a los puestos de Policía de San Jacinto (Bolívar), el 6 de febrero de 1997; de Córdoba, el 2 de febrero de 1999; y de Tenerife (Magdalena),asesinato de seis policías en la vía que Carmen de Bolívar - Zambrano, el 3 de enero de 2001, del homicidio de 12 agentes más sobre la misma vía, el 24 de junio de 2003, de una emboscada que dejó 9 policías muertos en la misma vía y de la instalación de minas antipersona en las áreas rurales de estos municipios. y estuvo a cargo de la logística del Frente 37 de las FARC-EP. A mediados de 2006 fue aprehendido en el corregimiento Guaimaral, de San Pedro, Sucre. Murió en 2011 durante la Operación Odiseo en la que murió Alfonso Cano, entonces máximo comandante.